# VM i speedway
Verdensmesterskabet i speedway er en international konkurrence mellem verdens bedste speedway-ryttere. I dag er mesterskabet organiseret som en serie af grand prix-løb, hvor rytterne tildeles point efter deres placering i det enkelte løb. Efter alle sæsonens løb kåres rytteren med flest point til verdensmester. Indtil 1995 blev mesterskabet dog afgjort i en én-dagskonkurrence – en finale med fem heats, hvor placeringen i de enkelte heats udløste point, og rytteren med flest point efter de fem heats blev kåret som verdensmester.

## Organisation

### 1936-1954
Det overordnede system var stort set uændret gennem hele perioden. Der var indledende kvalifikationsstævner, hvor rytterne kørte i heates med fire ryttere, og der blev givet point efter placeringen i heatet (3 point for sejr, 2 point for andenpladsen og 1 point for tredjepladsen). Dette blev kaldt Championship Round (Mesterskabsrunden) og bestod af 7-10 løb, men ingen deltog i dem alle. De 16 rytter, der havde scoret flest point i Mesterskabsrunden, kvalificerede sig til finalen (World Final) på Wembley Stadium. I 20 heats med fire ryttere, hvor hver rytter kørte fem heats, og alle ryttere mødte hinanden undervejs, blev der igen uddelt point efter ovennævnte system. Og rytteren med flest point efter de 20 heats blev verdensmester.

### 1955-1994
I 1955 besluttede arrangørerne af World Final, at det ikke længere var praktisk for de mange udlændinge at rejse til kvalifikationsløbene i Mesterskabsrunden i Storbritannien. I stedet indførtes regionale kvalifikationsstævner. De nordiske lande Finland, Danmark, Sverige og Norge fik sit eget kvalifikationsstævne, og på samme vis fik Østrig, Holland, Tyskland, Polen, Sovjetunionen og Tjekkoslovakiet et kontinentalt kvalifikationsstævne. Og de bedste ryttere mødtes til Europamesterskabet, hvor de bedste kvalificerede sig til World Final – alle stævnerne var organiseret på nogenlunde samme måde som World Final-stævnet.
Mesterskabsrunden for britiske, amerikanske, australske og newzealandske ryttere blev dog bibeholdt indtil 1964, hvorefter et tilsvarende kvalifikationssystem også blev indført for disse landes ryttere.
Fra de to kvalifikationsgrupper kvalificerede et fastsat antal ryttere sig til World Final, der fortsat blev afviklet som tidligere. Antallet af pladser til hvert land/kontinent varierede fra år til år, som regel afhængig af hvilket land, der var vært for mesterskabet. Og de regionale inddelinger varierede også, f.eks. blev der afviklet en interkontinental finale mellem de engelsktalende og nordiske lande i perioden 1972-1990.

### 1995-2006
Som erstatning for én-dagsfinalen blev der i 1995 indført en såkaldt grand prix-serie, der minder om afviklingen af Formel 1-mesterskabet. Systemet med kvalifikations- og finalestævner blev nu brugt som kvalifikation for ryttere til det efterfølgende års grand prix-serie.
Oprindeligt bestod grand prix-serien af seks løb – i Polen, Østrig, Tyskland, Sverige, Danmark og Storbritannien. Det gamle system, hvor alle ryttere mødte hinanden blev stadig brugt i de enkelte grand prixer med den undtagelse, at de fire bedste ryttere også kørte et finaleheat der afgjorde sejren i det enkelte grand prix. Der blev uddelt point for placeringen i hvert grand prix:
| - 1.-plads = 25 point - 2.-plads = 20 point - 3.-plads = 18 point - 4.-plads = 16 point - 5.-plads = 14 point - 6.-plads = 13 point - 7.-plads = 12 point - 8.-plads = 11 point | - 9.-plads = 9 point - 10.-plads = 8 point - 11.-plads = 7 point - 12.-plads = 6 point - 13.-plads = 4 point - 14.-plads = 3 point - 15.-plads = 2 point - 16.-plads = 1 point |

Dette system blev brugt indtil 1998, hvor FIM opfandt et nyt system. I stedet for 16 ryttere, der kørte for at vinde point og kvalificere sig til et finaleheat, skulle der nu deltage 24 rytter, inddelt i to klasser. De otte bedste var direkte kvalificeret til hovedrunden, mens de øvrige 16 konkurrerede om de sidste otte pladser i hovedrunden ved at køre 10 knock-out heats. Hovedrunden bestod af yderligere 10 knock-out heats, der reducerede hovedrundefeltet fra 16 til 8 semifinalister. Semifinalerne blev afviklet som to heats med fire ryttere, hvor de to første fra hvert heat gik videre til finalen om placeringerne 1-4, mens de øvrige gik videre til B-finalen om placeringerne 5-8. Pointsystemet blev ligeledes revideret, så 5.-pladsen nu gav 15 point, 6.-pladsen 14 point, 8.-pladsen 10 point. Point til rytterne fra 9.-pladsen og nedefter blev uddelt alt efter hvilket tidspunkt, de blev slået ud på, og deres placering i det sidst kørte heat.
Systemet fungeret næsten uændret indtil 2004, pånær antallet af GP-løb blev udvidet til 10 i 2002 og derefter indskrænket til 9 i 2003 og 2004. Imidlertid blev systemet af mange anset for at være for kompliceret, og i forbindelse med 2005-sæsonen vendte man tilbage til systemet fra 1995-1997 med en mindre modifikation. De vundne point i heatene talte nu med i den samlede stilling om verdensmesterskabet, og de otte bedste ryttere kvalificerede sig nu til to semifinaler, ligesom i systemet fra 1998-2004.

## Historie

### Den ydmyge start
Briterne må tage æren for at have opfundet verdensmesterskabet i speedway. De var værter for de første 15 mesterskaber – alle på Wembley Stadium – afviklet fra 1936, hvor australieren Lionel van Praag vandt titlen, til 1938 og igen fra 1949 til 1960. Lande fra Commonwealth dominerede konkurrencerne, idet Storbritannien, Australien og New Zealand hver vandt fire titler indtil 1959. Den første ikke-engelsktalende mester blev fundet i 1956, da svenskeren Ove Fundin vandt den første af fem titler. Slutningen af 1950'erne og 1960'erne blev domineret af Fundin sammen med de to new zealændere Ronnie Moore (to titler) og Barry Briggs (fire titler).

### Maugers æra
Ved VM i 1966 i Göteborg debuterede Ivan Mauger, en 26-årig new zealænder, der kun langsomt havde slået igennem i den britiske liga. Han sluttede på fjerdepladsen men vandt to ud af sine fem heats, og han viste stort potentiale ved at vinde den europæiske finale (uden svenskere) på Wembley. Og han levede op til de store forventninger. Han kørte speedway indtil han blev 39 år og vandt hele 6 VM-titler, herunder tre i træk fra 1968 til 1970. Efter 1970 blev han mindre uovervindelig. Ole Olsen tog over og vandt i Göteborg i 1971 – den første af tre titler. Mauger fik dog det sidste ord – han vandt den sidste finale, de begge deltog i – i Chorzow i 1979, hvor han scorede 14 ud af 15 mulige point og dermed vandt finalen foran polakken Zenon Plech.

### Danskerne tager over
Efter at Bruce Penhall havde vundet to gange i 1981 og 1982 – den sidste af disse, da VM for første og hidtil eneste gang blev afviklet i USA, i Los Angeles – var det Danmarks tur til at overtage herredømmet i speedwayverdenen. Tidligere havde kun Ole Olsen vundet VM-titler, i 1971, 1975 og 1978, men en ny generation var på vej anført af Erik Gundersen og Hans Nielsen, der vandt guld og sølv i Göteborg i 1984. Derefter kom der to danskere øverst på sejrsskamlen hvert år til og med 1988 – en ret bemærkelseværdig rekord. Gundersen og Nielsen vandt tre titler hver i en periode, hvor danskerne vandt seks VM i træk – og 7 ud af 8 titler fra 1984 til 1991. 

### Speedway Grand Prix
Men dansk speedway blev noget svækket efter at Erik Gundersen og Jan O. Pedersen stoppede deres karrierer, da kun Hans Nielsen herefter havde klassen til at vinde VM. Han vandt i 1995 – med 103 point og en sejr i et af de seks grand prixer (Tommy Knudsen vandt faktisk to grand prixer, men han var ellers ustabil og blev kun nr. 10 samlet). Hans Nielsen blev siden slået med kun 2 point af Billy Hamill i 1996, og på trods af at han fortsatte karrieren til 1999, kom han sidenhen ikke i nærheden af mesterskabet.
I stedet var det Sverige – repræsenteret ved Tony Rickardsson, mester i 1994 – der tog over. Rickardsson vandt fire titler fra 1998 til 2002, kun afbrudt af Mark Lorams sejr i 2000. Danskeren Nicki Pedersen og australieren Jason Crump vandt titlerne i 2003 og 2004, men i de år var Rickardsson plaget af skader og uheldige lodtrækninger i mange af grand prix-løbene. Han kørte dog stadig med om titlerne. I grand prix-serien 2005 vendte Rickardsson tilbage med fuld kraft og vandt sin sjette titel, hvorved han tangerede Ivan Maugers rekord.

## VM-vindere

### Individuelt
| År              | Vinder           | Land           | Sted                     |
| --------------- | ---------------- | -------------- | ------------------------ |
| 1936            | Lionel Van Praag | Australien     | Wembley, Storbritannien  |
| 1937            | Jack Milne       | USA            | Wembley, Storbritannien  |
| 1938            | Arthur Wilkinson | Australien     | Wembley, Storbritannien  |
| 1939-48: Aflyst |                  |                |                          |
| 1949            | Tommy Price      | Storbritannien | Wembley, Storbritannien  |
| 1950            | Fred Williams    | Storbritannien | Wembley, Storbritannien  |
| 1951            | Jack Young       | Australien     | Wembley, Storbritannien  |
| 1952            | Jack Young       | Australien     | Wembley, Storbritannien  |
| 1953            | Fred Williams    | Storbritannien | Wembley, Storbritannien  |
| 1954            | Ronnie Moore     | New Zealand    | Wembley, Storbritannien  |
| 1955            | Peter Craven     | Storbritannien | Wembley, Storbritannien  |
| 1956            | Ove Fundin       | Sverige        | Wembley, Storbritannien  |
| 1957            | Barry Briggs     | New Zealand    | Wembley, Storbritannien  |
| 1958            | Barry Briggs     | New Zealand    | Wembley, Storbritannien  |
| 1959            | Ronnie Moore     | New Zealand    | Wembley, Storbritannien  |
| 1960            | Ove Fundin       | Sverige        | Wembley, Storbritannien  |
| 1961            | Ove Fundin       | Sverige        | Malmö, Sverige           |
| 1962            | Peter Craven     | Storbritannien | Wembley, Storbritannien  |
| 1963            | Ove Fundin       | Sverige        | Wembley, Storbritannien  |
| 1964            | Barry Briggs     | New Zealand    | Göteborg, Sverige        |
| 1965            | Björn Knutsson   | Sverige        | Wembley, Storbritannien  |
| 1966            | Barry Briggs     | New Zealand    | Göteborg, Sverige        |
| 1967            | Ove Fundin       | Sverige        | Wembley, Storbritannien  |
| 1968            | Ivan Mauger      | New Zealand    | Göteborg, Sverige        |
| 1969            | Ivan Mauger      | New Zealand    | Wembley, Storbritannien  |
| 1970            | Ivan Mauger      | New Zealand    | Wrocław, Polen           |
| 1971            | Ole Olsen        | Danmark        | Göteborg, Sverige        |
| 1972            | Ivan Mauger      | New Zealand    | Wembley, Storbritannien  |
| 1973            | Jerzy Szczakiel  | Poland         | Chorzów, Polen           |
| 1974            | Anders Michanek  | Sverige        | Göteborg, Sverige        |
| 1975            | Ole Olsen        | Danmark        | Wembley, Storbritannien  |
| 1976            | Peter Collins    | Storbritannien | Chorzow, Polen           |
| 1977            | Ivan Mauger      | New Zealand    | Göteborg, Sverige        |
| 1978            | Ole Olsen        | Danmark        | Wembley, Storbritannien  |
| 1979            | Ivan Mauger      | New Zealand    | Chorzow, Polen           |
| 1980            | Michael Lee      | Storbritannien | Göteborg, Sverige        |
| 1981            | Bruce Penhall    | USA            | Wembley, Storbritannien  |
| 1982            | Bruce Penhall    | USA            | Los Angeles, USA         |
| 1983            | Egon Müller      | Vesttyskland   | Norden, Vesttyskland     |
| 1984            | Erik Gundersen   | Danmark        | Göteborg, Sverige        |
| 1985            | Erik Gundersen   | Danmark        | Bradford, Storbritannien |
| 1986            | Hans Nielsen     | Danmark        | Chorzow, Polen           |
| 1987            | Hans Nielsen     | Danmark        | Amsterdam, Holland       |
| 1988            | Erik Gundersen   | Danmark        | Vojens, Danmark          |
| 1989            | Hans Nielsen     | Danmark        | München, Vesttyskland    |
| 1990            | Per Jonsson      | Sverige        | Bradford, Storbritannien |
| 1991            | Jan O. Pedersen  | Danmark        | Göteborg, Sverige        |
| 1992            | Gary Havelock    | Storbritannien | Wrocław, Polen           |
| 1993            | Sam Ermolenko    | USA            | Pocking, Tyskland        |
| 1994            | Tony Rickardsson | Sverige        | Vojens, Danmark          |
| 1995            | Hans Nielsen     | Danmark        | Grand prix-serie         |
| 1996            | Billy Hamill     | USA            | Grand prix-serie         |
| 1997            | Greg Hancock     | USA            | Grand prix-serie         |
| 1998            | Tony Rickardsson | Sverige        | Grand prix-serie         |
| 1999            | Tony Rickardsson | Sverige        | Grand prix-serie         |
| 2000            | Mark Loram       | Storbritannien | Grand prix-serie         |
| 2001            | Tony Rickardsson | Sverige        | Grand prix-serie         |
| 2002            | Tony Rickardsson | Sverige        | Grand prix-serie         |
| 2003            | Nicki Pedersen   | Danmark        | Grand prix-serie         |
| 2004            | Jason Crump      | Australien     | Grand prix-serie         |
| 2005            | Tony Rickardsson | Sverige        | Grand prix-serie         |
| 2006            | Jason Crump      | Australien     | Grand prix-serie         |
| 2007            | Nicki Pedersen   | Danmark        | Grand prix-serie         |
| 2008            | Nicki Pedersen   | Danmark        | Grand prix-serie         |
| 2009            | Jason Crump      | Australien     | Grand prix-serie         |
| 2010            | Tomasz Gollob    | Polen          | Grand prix-serie         |
| 2011            | Greg Hancock     | USA            | Grand prix-serie         |
| 2012            | Chris Holder     | Australien     | Grand prix-serie         |
| 2013            | Tai Woffinden    | Storbritannien | Grand prix-serie         |
| 2014            | Greg Hancock     | USA            | Grand prix-serie         |
| 2015            | Tai Woffinden    | Storbritannien | Grand prix-serie         |
| 2016            | Greg Hancock     | USA            | Grand prix-serie         |
| 2017            | Jason Doyle      | Australien     | Grand prix-serie         |
| 2018            | Tai Woffinden    | Storbritannien | Grand prix-serie         |
| 2019            | Bartosz Zmarzlik | Polen          | Grand prix-serie         |
| 2020            | Bartosz Zmarzlik | Polen          | Grand prix-serie         |
| 2021            | Artiom Łaguta    | Rusland        | Grand prix-serie         |
| 2022            | Bartosz Zmarzlik | Polen          | Grand prix-serie         |
| 2023            | Bartosz Zmarzlik | Polen          | Grand prix-serie         |

### Hold
| År                                                  | Vinder         | Ryttere                                                                                           | Sted                                                               |
| --------------------------------------------------- | -------------- | ------------------------------------------------------------------------------------------------- | ------------------------------------------------------------------ |
| 1960                                                | Sverige        | Ove Fundin, Björn Knuttson, Olle Nygren, Rune Sörmander                                           | Göteborg, Sverige                                                  |
| 1961                                                | Polen          | Marian Kaiser, Henryk Zyto, Florian Kapała, Stanisław Tkocz, Mieczysław Połukard                  | Wrocław, Polen                                                     |
| 1962                                                | Sverige        | Ove Fundin, Björn Knuttson, Rune Sörmander, Göte Nordin, Sören Sjösten                            | Slany, Tjekkoslovakiet                                             |
| 1963                                                | Sverige        | Ove Fundin, Björn Knuttson, Göte Nordin, Rune Sörmander, Per Sörmander                            | Wien, Østrig                                                       |
| 1964                                                | Sverige        | Ove Fundin, Björn Knuttson, Göte Nordin, Rune Sörmander, Sören Sjösten                            | Abensberg, Vesttyskland                                            |
| 1965                                                | Polen          | Andrzej Pogorzelski, Andrzej Wygleda, Zbigniew Podlecki, Antoni Woryna                            | Kempten, Vesttyskland                                              |
| 1966                                                | Polen          | Andrzej Wygleda, Antoni Woryna, Andrzej Pogorzelski, Marian Rose, Edmund Migos                    | Wrocław, Polen                                                     |
| 1967                                                | Sverige        | Ove Fundin, Bengt Jansson, Göte Nordin, Torbjörn Harrysson                                        | Malmö, Sverige                                                     |
| 1968                                                | Storbritannien | Barry Briggs, Ivan Mauger, Nigel Boocock, Martin Ashby, Norman Hunter                             | London, Storbritannien                                             |
| 1969                                                | Polen          | Andrzej Wygleda, Edward Jancarz, Stanisław Tkocz, Henryk Glücklich, Andrzej Pogorzelski           | Rybnik, Polen                                                      |
| 1970                                                | Sverige        | Ove Fundin, Anders Michanek, Bengt Jansson, Sören Sjösten                                         | London, Storbritannien                                             |
| 1971                                                | Storbritannien | Barry Briggs, Ivan Mauger, Ray Wilson, Jimmy Airey                                                | Wrocław, Polen                                                     |
| 1972                                                | Storbritannien | Ivan Mauger, Ray Wilson, Terry Betts, John Louis                                                  | Olching, Vesttyskland                                              |
| 1973                                                | Storbritannien | Ray Wilson, Terry Betts, Peter Collins, Malcolm Simmons                                           | London, Storbritannien                                             |
| 1974                                                | Storbritannien | Peter Collins, John Louis, Dave Jessup, Malcolm Simmons                                           | Chorzów, Polen                                                     |
| 1975                                                | Storbritannien | Martin Ashby, Peter Collins, Malcolm Simmons, John Louis                                          | Norden, Vesttyskland                                               |
| 1976                                                | Australien     | Billy Sanders, Phil Herne, John Boulger, Phil Crump                                               | London, Storbritannien                                             |
| 1977                                                | Storbritannien | Michael Lee, Dave Jessup, John Davis, Peter Collins, Malcolm Simmons                              | Wrocław, Polen                                                     |
| 1978                                                | Danmark        | Finn Thomsen, Hans Nielsen, Ole Olsen, Mike Lohmann                                               | Landshut, Vesttyskland                                             |
| 1979                                                | New Zealand    | Larry Ross, Mitch Shirra, Ivan Mauger, Bruce Cribb                                                | London, Storbritannien                                             |
| 1980                                                | Storbritannien | Peter Collins, Dave Jessup, Michael Lee, Chris Morton                                             | Wrocław, Polen                                                     |
| 1981                                                | Danmark        | Erik Gundersen, Tommy Knudsen, Hans Nielsen, Ole Olsen, Finn Thomsen                              | Olching, Vesttyskland                                              |
| 1982                                                | USA            | Bruce Penhall, Kelly Moran, Bobby Schwartz, Shawn Moran                                           | London, Storbritannien                                             |
| 1983                                                | Danmark        | Finn Thomsen, Peter Ravn, Hans Nielsen, Erik Gundersen, Ole Olsen                                 | Vojens, Danmark                                                    |
| 1984                                                | Danmark        | Lars Eriksen, Hans Nielsen, Bo Petersen, Erik Gundersen                                           | Leszno, Polen                                                      |
| 1985                                                | Danmark        | Tommy Knudsen, Hans Nielsen, Erik Gundersen, Preben Eriksen, Bo Petersen                          | Long Beach, USA                                                    |
| 1986                                                | Danmark        | Hans Nielsen, Erik Gundersen, Jan O. Pedersen, Tommy Knudsen                                      | Vetlanda, Sverige Vojens, Danmark Bradford, Storbritannien         |
| 1987                                                | Danmark        | Hans Nielsen, Erik Gundersen, Jan O. Pedersen, Tommy Knudsen                                      | Fredericia, Danmark Coventry, Storbritannien Prag, Tjekkoslovakiet |
| 1988                                                | Danmark        | Hans Nielsen, Jan O. Pedersen, Erik Gundersen, Tommy Knudsen, John Jørgensen                      | Long Beach, USA                                                    |
| 1989                                                | Storbritannien | Jeremy Doncaster, Paul Thorp, Kelvin Tatum, Simon Wigg, Simon Cross                               | Bradford, Storbritannien                                           |
| 1990                                                | USA            | Sam Ermolenko, Rick Miller, Shawn Moran, Kelly Moran, Billy Hamill                                | Pardubice, Tjekkoslovakiet                                         |
| 1991                                                | Danmark        | Hans Nielsen, Jan O. Pedersen, Tommy Knudsen, Gert Handberg, John Jørgensen                       | Vojens, Danmark                                                    |
| 1992                                                | USA            | Sam Ermolenko, Ronnie Correy, Billy Hamill, Greg Hancock, Bobby Ott                               | Kumla, Sverige                                                     |
| 1993                                                | USA            | Sam Ermolenko, Bobby Ott, Billy Hamill, Greg Hancock, Josh Larsen                                 | Coventry, Storbritannien                                           |
| Fra 1994 slået sammen med VM for par.               |                |                                                                                                   |                                                                    |
| 1994                                                | Sverige        | Tony Rickardsson, Henrik Gustafsson, Mikael Karlsson                                              | Broksted, Tyskland                                                 |
| 1995                                                | Danmark        | Hans Nielsen, Tommy Knudsen, Brian Karger                                                         | Bydgoszcz, Polen                                                   |
| 1996                                                | Polen          | Tomasz Gollob, Sławomir Drabik, Piotr Protasiewicz                                                | Diedenbergen, Tyskland                                             |
| 1997                                                | Danmark        | Hans Nielsen, Tommy Knudsen, Jesper B. Jensen                                                     | Piła, Polen                                                        |
| 1998                                                | USA            | Billy Hamill, Greg Hancock, Sam Ermolenko                                                         | Vojens, Danmark                                                    |
| Fra 1999 vendte man tilbage til 4 ryttere pr. hold. |                |                                                                                                   |                                                                    |
| 1999                                                | Australien     | Jason Crump, Jason Lyons, Leigh Adams, Ryan Sullivan, Todd Wiltshire                              | Pardubice, Tjekkiet                                                |
| 2000                                                | Sverige        | Tony Rickardsson, Mikael Karlsson, Henrik Gustafsson, Peter Karlsson, Niklas Klingberg            | Coventry, Storbritannien                                           |
| World Cup                                           |                |                                                                                                   |                                                                    |
| 2001                                                | Australien     | Jason Crump, Todd Wiltshire, Craig Boyce, Ryan Sullivan, Leigh Adams                              | Wrocław, Polen                                                     |
| 2002                                                | Australien     | Jason Crump, Todd Wiltshire, Craig Boyce, Ryan Sullivan, Leigh Adams                              | Peterborough, Storbritannien                                       |
| 2003                                                | Sverige        | Andreas Jonsson, Mikael Max, Peter Ljung, Peter Karlsson, David Ruud                              | Vojens, Danmark                                                    |
| 2004                                                | Sverige        | Mikael Max, Tony Rickardsson, Antonio Lindbäck, Andreas Jonsson, Peter Karlsson                   | Poole, Storbritannien                                              |
| 2005                                                | Polen          | Grzegorz Walasek, Rune Holta, Piotr Protasiewicz, Jarosław Hampel, Tomasz Gollob                  | Wrocław, Polen                                                     |
| 2006                                                | Danmark        | Hans N. Andersen, Nicki Pedersen, Bjarne Pedersen, Charlie Gjedde, Niels Kristian Iversen         | Reading, Storbritannien                                            |
| 2007                                                | Polen          | Damian Baliński, Tomasz Gollob, Jarosław Hampel, Rune Holta, Krzysztof Kasprzak, Grzegorz Walasek | Leszno, Polen                                                      |
| 2008                                                | Danmark        | Hans N. Andersen, Nicki Pedersen, Bjarne Pedersen, Kenneth Bjerre, Niels Kristian Iversen         | Vojens, Danmark                                                    |
| 2009                                                | Polen          | Krzysztof Kasprzak, Piotr Protasiewicz, Jarosław Hampel, Tomasz Gollob, Adrian Miedziński         | Leszno, Polen                                                      |
| 2010                                                | Polen          | Rune Holta, Janusz Kołodziej, Jarosław Hampel, Tomasz Gollob, Adrian Miedziński                   | Vojens, Danmark                                                    |
| 2011                                                | Polen          | Krzysztof Kasprzak, Jarosław Hampel, Tomasz Gollob, Piotr Protasiewicz, Janusz Kołodziej          | Gorzów Wielkopolski, Polen                                         |
| 2012                                                | Danmark        | Nicki Pedersen, Mikkel B. Jensen, Michael Jepsen Jensen, Niels Kristian Iversen                   | Målilla, Sverige                                                   |
| 2013                                                | Polen          | Krzysztof Kasprzak, Jarosław Hampel, Patryk Dudek, Maciej Janowski                                | Prag, Tjekkiet                                                     |
| 2014                                                | Danmark        | Nicki Pedersen, Peter Kildemand, Mads Korneliussen, Niels Kristian Iversen                        | Bydgoszcz, Polen                                                   |
| 2015                                                | Sverige        | Antonio Lindbäck, Andreas Jonsson, Linus Sundström, Fredrik Lindgren                              | Vojens, Danmark                                                    |
| 2016                                                | Polen          | Piotr Pawlicki Jr., Bartosz Zmarzlik, Patryk Dudek, Krzysztof Kasprzak                            | Manchester, Storbritannien                                         |
| 2017                                                | Polen          | Patryk Dudek, Maciej Janowski, Piotr Pawlicki Jr., Bartosz Zmarzlik                               | Leszno, Polen                                                      |
| Speedway of Nations                                 |                |                                                                                                   |                                                                    |
| 2018                                                | Rusland        | Artem Laguta, Emil Sayfutdinov, Gleb Chugunov                                                     | Wrocław, Polen                                                     |
| 2019                                                | Rusland        | Artem Laguta, Emil Sayfutdinov, Gleb Chugunov                                                     | Tolyatti, Rusland                                                  |
| 2020                                                |                |                                                                                                   |                                                                    |